# Nidingr
A Nidingr norvég black/death metal együttes. 1992-ben alapította Teloch, a Gorgoroth, God Sed, 1349 és Mayhem gitárosa, „Audr” néven. A név „üreset” jelent.

## Története
1996-ban változott meg Nidingre a név, miután Blargh belépett a zenekarba. A Nidingr „gazembert” jelent. Első demójukat 1996-ban adták ki, majd 1999-ben még egyet. Első nagylemezük 2005-ben jelent meg. A 2010-es második albumukon a Mayhem és Dimmu Borgir dobosa, Hellhammer is szerepel. 2012-ben szerződtek le az Indie Recordings kiadóhoz. Az együttes black és death metalt játszik, de a harmadik nagylemezükön crust punk számok is hallhatóak. Tagjai többsége a fent említett zenekarokban, illetve a Dødheimsgardban játszanak.

## Tagok
Jelenlegi felállás
- Teloch – gitár, basszusgitár (1992–)
- Blargh – gitár, basszusgitár (1996–)
- Oyvind Myrvoll – basszusgitár
- Cpt. Estrella Grasa – ének (2003–)
- Sir - basszusgitár (2013–)

Korábbi tagok
- Per Ivar Ederklepp – dob
- Tjalve
- Walter Moen – ének
- Seidemann – basszusgitár (2006-2007)
- Tony Laureano – dob (2006–2007)
- Hellhammer – dob

## Diszkográfia
Stúdióalbumok
- Sorrow Infinite and Darkness (2005)
- Wolf-Father (2010)
- Greatest of Deceivers (2012)
- The High Heat Licks Against Heaven (2017)

Egyéb kiadványok
- Rehearsal 1996 (1996)
- Demo '99 (1999)
- Sodomize the Priest (válogatás, 2006)